# Carl Erhardt
Carl Erhardt (15. února 1897 Beckenham, Kent, Velká Británie – 3. května 1988) byl britský lední hokejista.

## Život
Na rozdíl od většiny svých britských spoluhráčů té doby nevyrůstal v Kanadě. Hokej se naučil hrát ve školních letech v Německu a Švýcarsku. Byl také výborným tenistou, lyžařem a vodním lyžařem.
Británii reprezentoval na mistrovství světa v letech 1931, 1934 a 1935. V roce 1936 byl kapitánem britského týmu na Olympijských hrách 1936, který vybojoval zlatou medaili, jedinou britskou zlatou hokejovou medaili v historii ZOH. Šlo tehdy také současně o titul mistrů světa. Ze dvanácti hráčů týmu byl tehdy Erhardt jediný, kdo neměl také kanadské občanství. V době turnaje mu bylo již 39 let (je nejstarším hokejistou, který kdy na olympijských hrách zlato vybojoval) a ihned po tomto úspěchu ukončil aktivní kariéru.
Poté dělal hokejového rozhodčího a funkcionáře v Britské asociaci ledního hokeje. V roce 1998 byl posmrtně zvolen členem Síně slávy Mezinárodní hokejové federace.